# Двобој
Двобој је врста разрачунавања, два лица наоружана каквим смртоносним оружјем (мачевима, револверима и сл.), по строго утврђеним правилима и у присуству сведока, у једној затвореној историјској целини, у којој се кривица доказивала мимо суда. Како владари кроз векове, нису волели да се њихови потчињени убијају, они су на разне начине озаконили двобој, као облик заштите части, желећи тиме да правилима подведе под контролу већ постојећу праксу двобоја. А тај свет склон двобоју по традицијама, пореклу, наслеђу, инкорпорираности у официрски сталеж, образовању и великом броју обичаја, уклапа се у слику друштава из доба монархија, где је краљ био средиште политичке власти. А у тој монархији су виши друштвени редови (укључујући и официрки кор) били за двобој, јер су били спремнији да на коцку не стављају само угодности живота и имовину, већ и сам живот, док средњи слојеви (сеоски поседници и грађанство) за то нису били.
Кроз историју двобој јер заправо представљао и један од облика божјег суда, код кога се као и ког других сматрало да Бог неће дозволити да невино лице страда. Па се у том смислу двобој састојао у томе што се у недостатку других доказа, сукобљеним странама, остављало оружју да реши ко има право или не.
Посебну категорију чине ратни двобоји (борба два појединца, од почетка или наставка битке), који су били саставни део начина ратовања, сукобљених страна. Не треба мислити да током битке јунак увек лично задаје ударац противнику, већ у заслугу јунака улазе и поступци његових личних људи, момака, бећара, сеиза и слугу.

## Двобој — појам
Двобој који се може сматрати врстом разрачунавања, у коме се кривица доказивала поразом, а не пред судом, има више дефиниција, међу којима су и ове:
Српски речник
У српским речницима иза речи двобој најчешће стоји — да је двобој „борба између два лица наоружана каквим смртоносним оружјем (мачевима, револверима и сл.), по строго утврђеним правилима и у присуству сведока, ради решавања питања части или каквог другог спора.”
Правила двобоја (Regeln des Duells) Франца фон Болгара
Сава Витас, учитељ мачевања на Војној академији Краљевине Србије, превео је и објавио (1892) познати аустроугарски приручник за двобоје са насловом Правила двобоја (Regeln des Duells) Франца фон Болгара (Franz von Bolgár), у коме постоји ова дефиниција двобоја:
„Двобој је с договором уређена борба двеју особа с оружјем и у присуству обостраних сведока, а услед увредом основаног изазивања.“
Судски двобој
Судски двобој (лат. Iudicium duelli) такође представља један од облика божјег суда, код кога се као и ког других сматрало да Бог неће дозволити да невино лице страда. Двобој се састојао у томе што се у недостатку других доказа остављало оружју да реши ко има право или не. Он се вршио до победе једне стране или до заласка сунца. На њега се могао позвати и оптужени и тужилац, а тврђење оног ко је у борби подлегао се сматрало неистинитим. Двобој се морао лично вршити, а само изузетно се допуштала замена, па је жену могао да замени муж а децу отац.

## Историја
Двобој има дугу историју у свету. Постојао је кроз векове у скоро свим светским културама и традицијама. О борбама два појединца за време битака говори се у Старом завету, Илијади, нордијским сагама и бројним средњовековним записима. Двобој је и велика тема светске књижевности. Први пут је овај агресивни чин, помиње у једном акту, из 501. године краља Бургундије Гундобад, господар Западног римског царства између 472. и 473. године, а затим краљ Бургундије (другог Бургундског краљевствг) између 473. и 516. године.
На простору данашње Србије двобоји су опевани у народном песништву. Двобој над двобојима“ српског народног песништва је мегдан Краљевића Марка и Мусе (Арнаута) Кесеџије. Код ових двобоја обично је била реч о ратним двобојима или о „мирнодопским“ двобојима одржаваним на широком простору балканске војне границе, где је цео живот имао ратничко обележје. Пример за један такав двобој био је и двобој на Тичару одржан пред бројним сведоцима: Карађорђем, српским и турским војним заповедницима и супротстављеним војскама. На основу описа тог двобоја може се сазнати да је основна структура ратног двобоја скоро истоветна са мирнодопским (увреда, усмени позив, пријем позива, двобој — пред сведоцима).
Подразумевали су се и двобоји који се не воде против непријатеља, већ због личне увреде, односно питања части. Иако су многи српски државни питомци студирали на немачким универзитетима, пракса студентских двобоја са рањавањем (Mensur), која се и данас негује у више земаља Европске уније, није прихваћена у Србији 19. века.
С временом се стара традиција двобоја посредовала различитим европским правилима двобоја, у којима су због избегавања злоупотреба увођени све строжи протоколи. Тако је нпр, двобој који је прописивао и Душанов законик, забрањивао свађе за време војног похода, а за решавање личних спорова предвиђен је двобој у који други не смеју да се мешају (чл. 131 [220]), како се личне свађе не би изродиле у шире сукобе. Зна се за изазивање на двобој у Црној Гори по одређеном протоколу (слање јабуке), укључујући и договор девера (сведока, секунданата) о правилима двобоја, пре свега да ли се противници боре до првог лакшег или тежег рањавања, или на живот и смрт. У Законику Петра I (1803) није био забрањен двобој, али је било забрањено од двобоја правити сукоб већих размера (чл. 21), што је поновљено и у Законику кнеза Данила (1855), где је забрањено присуство и самих сведока (чл. 40).
Потом се овакво решење спора две сукобљене странке (у коме се кривица доказивала поразом), раширило свуда по Европи. С временом двобој добија веће размер јер се изродио у провоциране и безразложне сукобе, првенствено, да би се противнику нашкодило или да би се доказала сопствена храброст, а мање да би се поразом доказала кривица. Овакве намере актера двобоја најбоље илуструју приче о двобојима из 19. века, које су везане за живот у салонима, пуним сплеткама, срцима и бесним тренуцима када се кроз игру и лично доказивање ишло у сусрет смрти. То најбоље илуструје незаобилазна прича о песнику Александру Сергејевичу Пушкину:
Који је ишао из двобоја у двобој, лежерно доручковао трешње и добацивао коштице до ногу свог ривала. Своју литературу звану живот завршиће фебруара 1837. године, у двобоју са Французом Дантесом, који је био прецизнији с пиштољем. 
Четири године касније, у двобоју је убијен још један великан руске књижевности, Михаил Јурјевич Љермонтов. Данас је тешко схватљиво да суздржани и љубазни људи, који одлазе на балове, пишу песме и романе разговарају на француском, могу бити опасни, јер према руском законодавству, двобоји су били забрањени (што није спречавало њихову учесталост). Нешто касније двобоји су озакоњени царевим указом (1894), али по строгим правилима и под условом да буду под надзором.
Овакво насилиничко и нехумано понашање актера двобоја резултовало је да се свуда у Европи у 19. веку законски двобој забрани. Али у тој Европи Краљевина Србија је била једини изуетак. Двобоји су били забрањени у Краљевини Југославији, па су тако двојица Барана осуђени 1938. на по годину дана затвора и исто толико губитка часних права за један "невитешки" двобој из претходне године.

## Ратни двобој
О борбама два појединца за време битака говори се у Старом завету, Илијади, нордијским сагама и бројним средњовековним записима, нпр. двобој монаха великосхимника Александра Пересвета и представника татарске Златне хорде у време Куликовске битке. Ратни двобој је велика тема и светске књижевности и народног песништва. нпр. „двобој над двобојима“ народног песништва у коме је опеван мегдан Краљевића Марка и Мусе (Арнаута) Кесеџије.
Сачувани су подаци о двобојима с почетка 19. века, вођеним у време Првог српског устанка у Србији, ни на чијој земљи, између два одабрана представника супротстављених војски. Сведоци двобоја су супротстављене стране које прате двобој, а понекад се и умешају, јер се не може увек сасвим јасно раздвојити ратни двобој (борба два појединца) од почетка или наставка битке. Издвојићемо двобој за које има више извора и један запис о сведочанству учесника у двобоју. Двобој између војводе Поцерске кнежине Шабачке нахије Милоша Стојићевића (Поцерца) и Мула-Мехмеда (Меха) Оругџића, на Попову код Бијељине (у мају 1809) који су описали савременици Филип Вишњић и Сима Милутиновић Сарајлија.
Обанављање ратних двобоја у свету забележено је у Првом светском рату, у борбама пилота. Победу у ваздушним борбама (обарање противничког авиона) ваздухопловне команде признавале су искључиво на основу прецизно прописаних и веома стриктних правила. Ас француске авијације (са више од двадесет признатих победа) био је двадестогодишњи ваздухопловни потпоручник Петар В. Мариновић (Pierre Marinovitch, 1900–1919), унук Јована Мариновића (председника владе и министра) и праунук капетана Мише Анастасијевића. На француском ратишту борили су се пилоти ловци, капетан Бранко Вукосављевић (касније први командант Српског ваздухопловства), Павле Матановић (са Цетиња), Михаило Маринковић, поручник Тадија Сондермајер и капетан Миодраг Томић.

## Двобој због личне увреде (мирнодопски двобој)
Двобој због личних увреда, мирнодопски двобој или судски двобој (лат. Iudicium duelli) састојаосе у томе што се у недостатку других доказа остављало оружју да реши ко има право или не. Он се вршио до победе једне стране или до заласка сунца. На њега се могао позвати и оптужени и тужилац, а тврђење оног ко је у борби подлегао се сматрало неистинитим. Двобој се морао лично вршити, а само изузетно се допуштала замена, па је жену могао да замени муж а децу отац.
У прилог мирнодопским двобојима двобојима наводио се њихов васпитни и превентивни карактер. Тако се уврежило схватање да их треба одобрити, јер двобоји спречавају непристојност, бахатост, дрске испаде, неконтролисане туче, личне обрачуне и мучке нападе. Везу између учтивости и оружја сликовито приказује Никола Пашић у одговору на питање Светомира Ђукића (на Крфу 1917) да ли официр може позвати народног посланика на двобој. Заправо он му није одговорио, али ми је испричао ову анегдоту:
Ти си сигурно чуо за нашег старог, одличног политичара Јевремовића. Једанпут, пре доста година ми је говорио: Знаш, Никола, ипак је било добро наше старо време када су наши попечитељи долазили на седницу и сваки заденуо за појасом два јатагана, а озго, између њих кубурлију. Сви седе унаоколо на миндерлуку и сви учтиви.